# Rhinoptilus bitorquatus
Rhinoptilus bitorquatus là một loài chim trong họ Glareolidae.